# Kråsberget

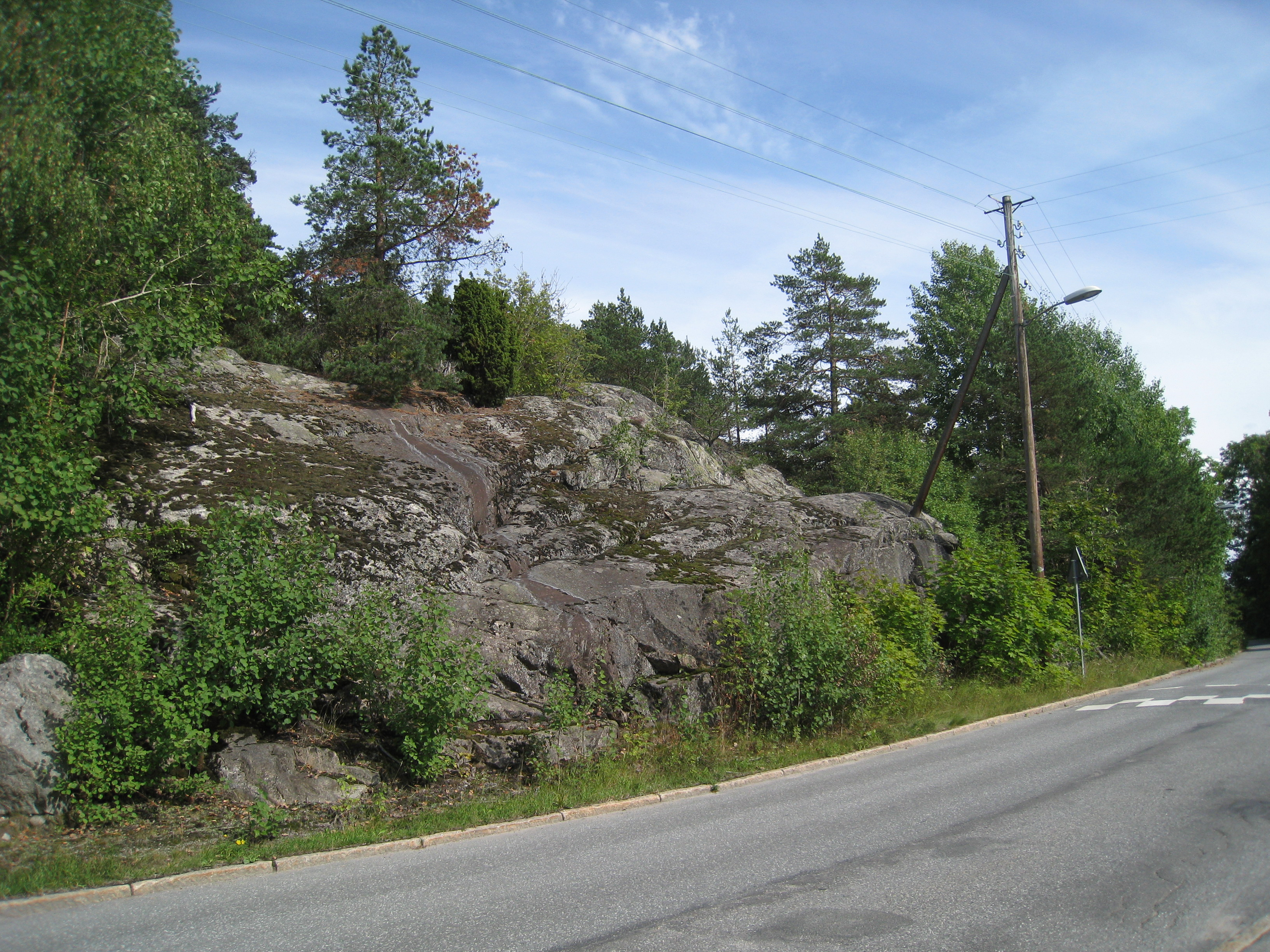
Kråsberget vid Doktor Abrahams Väg nära Bromma kyrka, där kyrkans klockstapel ligger.

Kråsberget, senare benämnt Klockberget, är en bergsklint, som ligger vid Doktor Abrahams Väg 200 meter nordost om Bromma kyrka i stadsdelen Bromma kyrka i Bromma väster om Stockholm. Bromma kyrkas klockstapel har sedan 1685 legat uppe på Kråsberget.
Kyrkoherde Johannes Vultejus (1639-1700), som var präst och kyrkoherde i Riddarholmen, och Bromma åren 1680-1700, lät flytta klockstapeln från kyrkogården vid Bromma kyrka upp till Kråsberget, 200 meter nordost om kyrkan. 1683 uppgavs klockstapeln till Bromma kyrka vara förfallen och Johannes Vultejus föreslog att den skulle flyttas till bergsklinten norr om Bromma prästgård. I september 1691 revs Bromma kyrkas gamla klockstapel. Den nya klockstapeln uppfördes åren 1692-1695.
På krönet av Kråsberget finns en rest av en stensättning 8 m i diameter och en närmast rund fornlämningsliknande lämning 3 x 2,5 m. (RAÄ 46).

## Bilder

Trappan upp till klockstapeln på Kråsberget
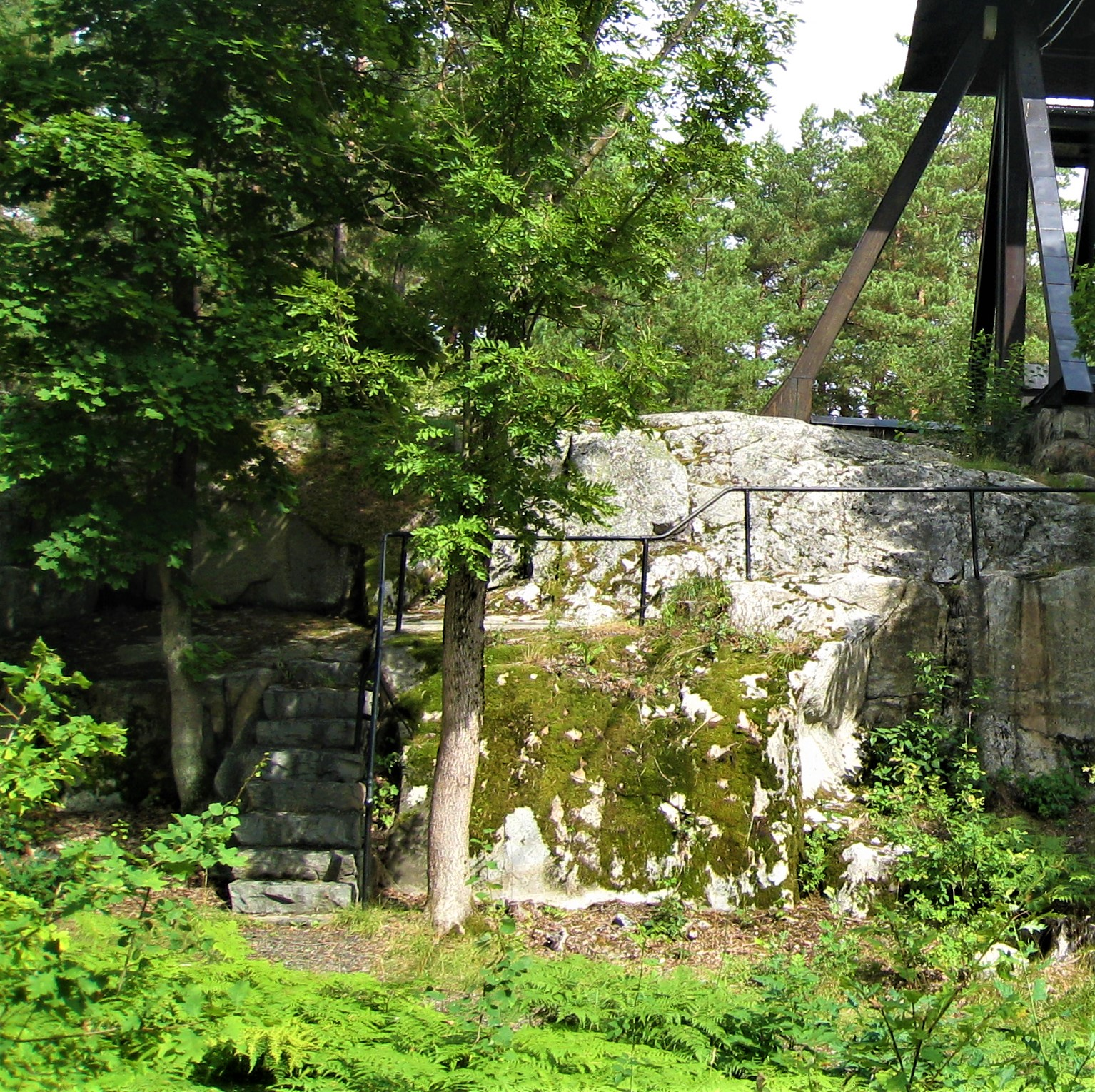
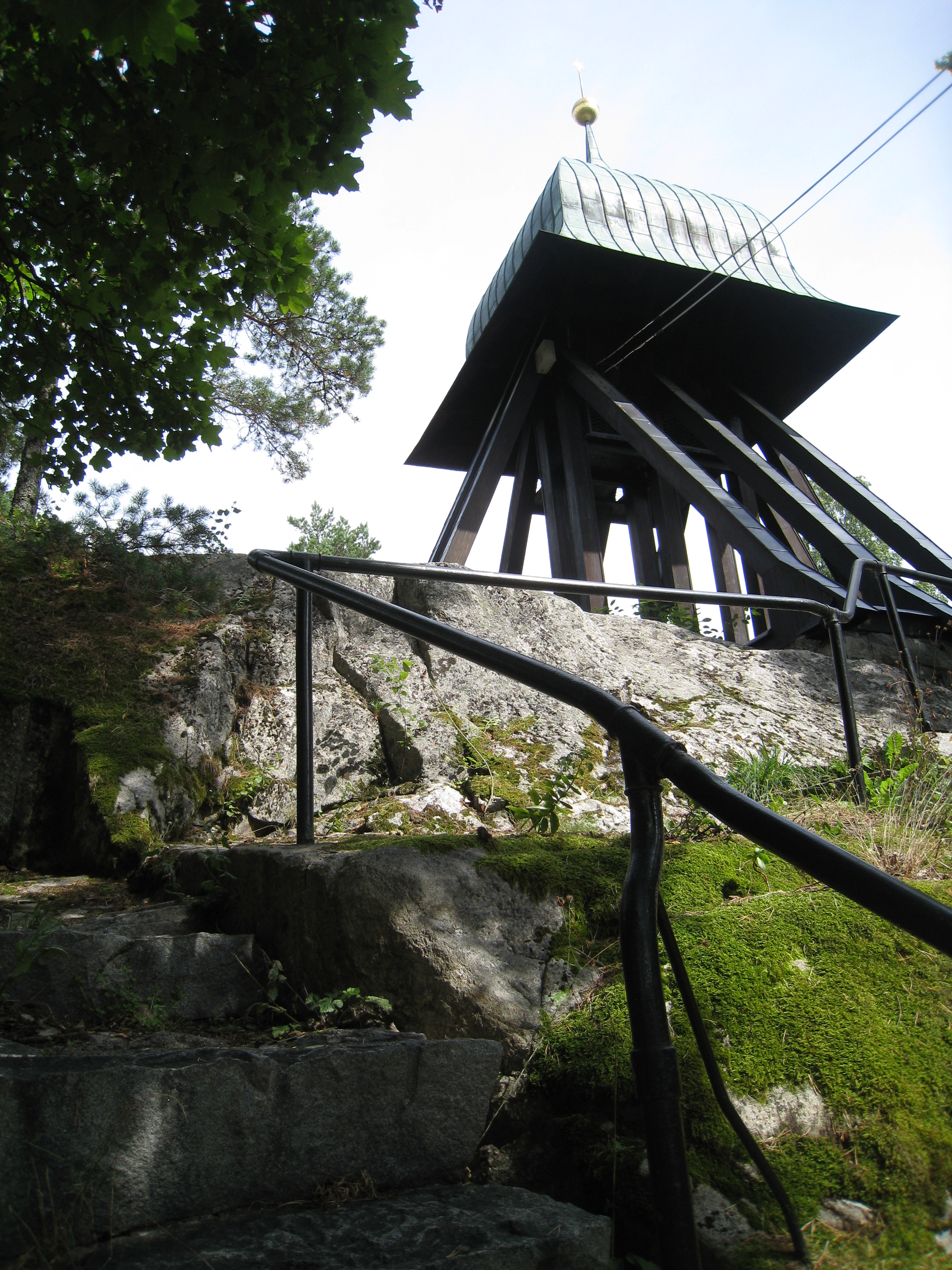
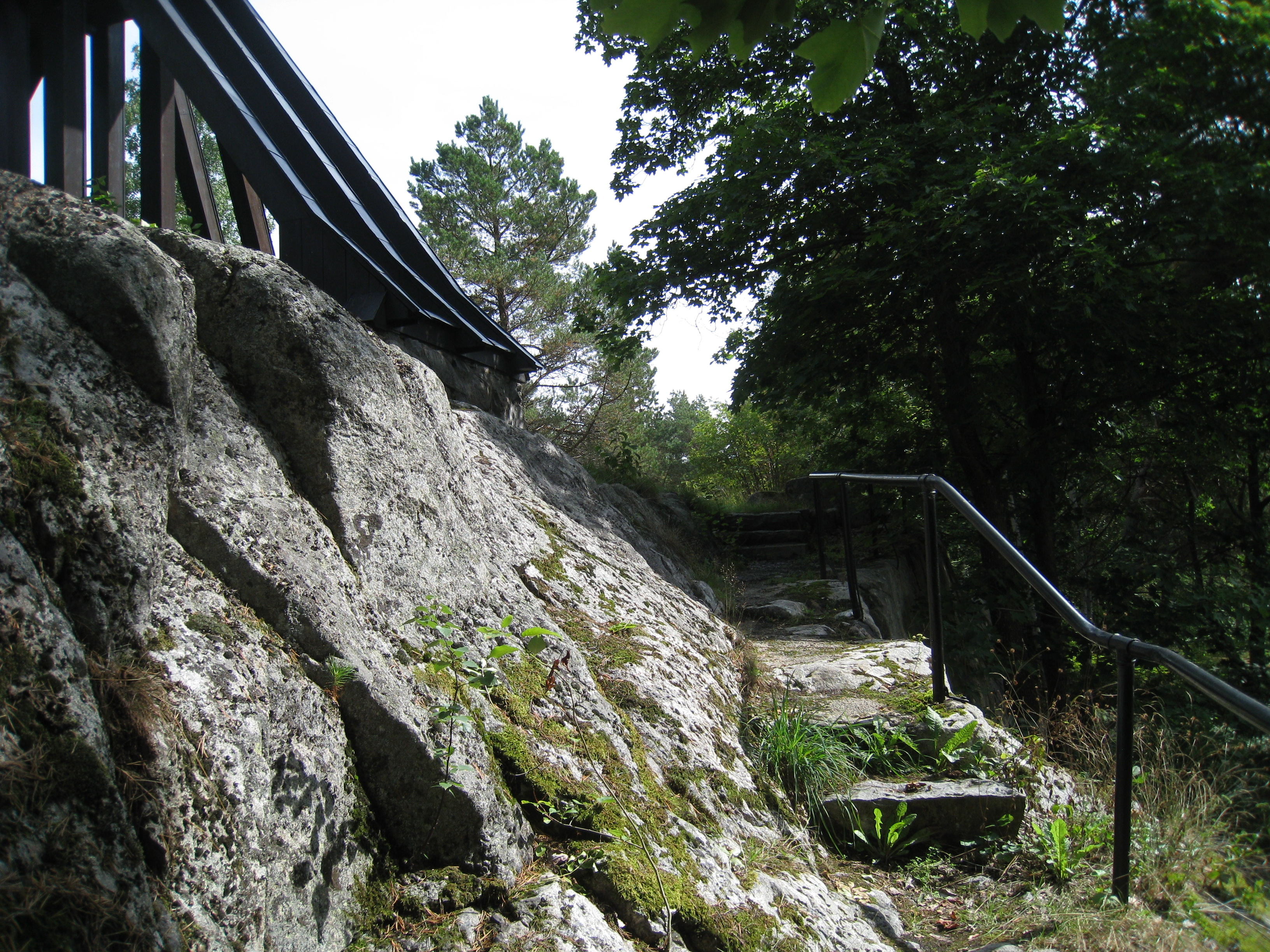
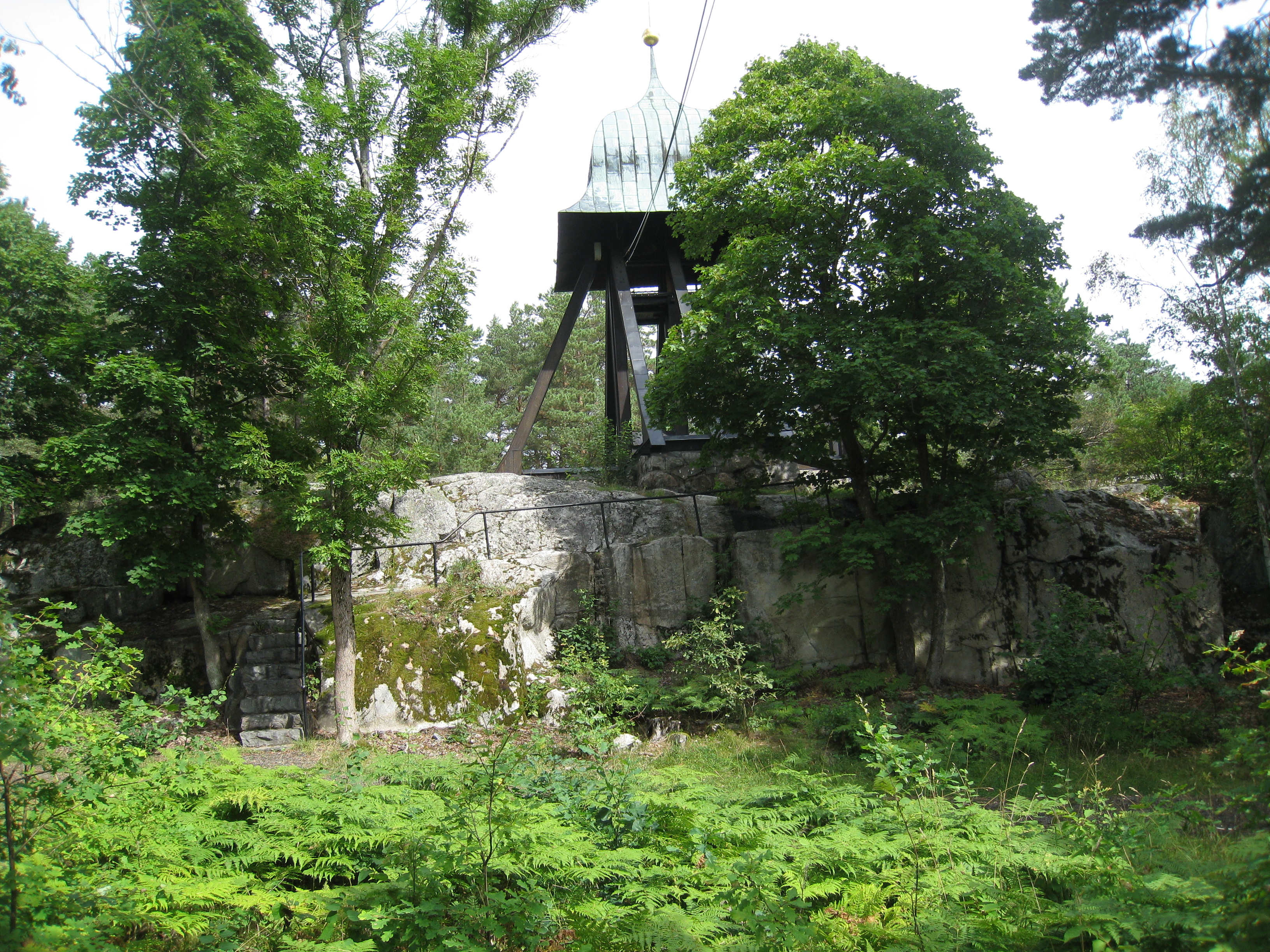